# War is a Racket
War Is a Racket är ett tal och en bok av den amerikanska generalen Smedley D. Butler (1881–1940). I dessa två verk diskuterar Butler öppenhjärtigt från sin erfarenhet som militär officer hur vissa affärsintressen gynnas ekonomiskt genom krigföring. "Racket" betyder här bedrägeri.
Under tidigt 1930-tal, efter avslutad militär karriär i USA:s marinkår, gjorde general Butler en landsomfattande turné där han höll sitt tal "War is a Racket". Talet fick sådant gott mottagande att han formulerade en längre version av det i bokform med samma titel.
Boken War is a Racket publicerades 1935 av Round Table Press, Inc., of New York. En sammanfattning av den publicerades också i Reader's Digest som ett tillägg, vilket bidrog till att popularisera dess budskap. I introduktionen till den version som publicerades i Reader's Digest hyllades Butler av Lowell Thomas, både för hans moral och fysiska mod. År 2022 publicerades den svenska översättningen av boken ut till den svenska bokmarknaden.